# Тауке-хан
Тавваку́л-Муха́ммад-Бахаду́р-хан Гази, Тау́ке-хан, Аз Тау́ке-хан, Ази́з Тау́ке. (каз. Тәуке хан) (годы правления 1680—1715/18) — хан Казахского ханства с 1680 года. Сын Салкам-Жангира, внук Есим-хана. Автор свода законов «Жеты Жаргы» вместе с «Триумвиратом» — Толе би, Казыбек би, и Айтеке би. Им была проведена реформа по укреплению власти: ослабление власти султанов, в политике управления государством опирался на биев. Создал ханский совет и совет биев. Годы его правления называют «Золотым веком» Казахского ханства.

## Биография
Родился в 1635  году в семье хана Салкам Жангира I и ойратской наложницы Бану Ханым. Имел двух братьев: старший Аппак-султан и младший — Уали-султан.
Впервые Тауке приобщился к внешней политике в возрасте 15 лет, когда его отец, Жангир-хан, отправил его к правителю Кашгарии Абдаллах-хану в качестве посланника для поддержания мирных отношений между двумя государствами.
Ещё до принятия титула верховного правителя Казахского ханства, Тауке являлся султаном Младшего жуза, а с 17 лет — являлся его ханом. Отличаясь большой целеустремлённостью и прирождёнными организаторскими способностями, Тауке сумел подавить к началу 70-х гг. XVII в. междоусобные распри в казахской степи и совершить целый ряд победоносных сражений с джунгарами. И через какое-то время, он смог объединить вокруг себя большинство казахских родов и племён. А после трагической смерти отца, Тауке был возведен старшинами многих родов Младшего и Среднего жузов на ханский престол, будучи провозглашенным старшим ханом степными младшими ханами и султанами. В это же время, Тауке был удостоен подвластными ему кочевниками почётных воинских званий: Бахадур и Гази. 
Внешнеполитическое положение Казахского ханства (в конце XVII — начале XVIII века) было тяжёлым. С запада на казахов совершали набеги волжские калмыки и яицкие казаки, с севера — сибирские казаки, за Яиком — башкиры, с юга бухарцы и хивинцы, но главная опасность исходила с востока, со стороны Джунгарского ханства.
Вторжение джунгар в Казахстан шло медленно и постепенно, столкновения сменялись перемириями. С приходом к власти хунтайши Галдан-Бошогту (1670—1697) завоевательные походы усилились. Тауке хан не смог остановить джунгар, и в 1681 году войска Голдана перешли реку Чу. С 1681 по 1685 гг., Галдан Бошогту совершил семь военных походов против южных казахов, киргизов и городского населения Сайрама и Андижана, чтобы принудить их принять вместо ислама ламаизм. В 1683 году, в одном из сражений, к нему в плен попал сын хана Тауке. Вернулся он на свои земли лишь спустя 14 лет благодаря заинтересованному посредничеству нового главы Джунгарии — Цэван Рабдану. Также в 1687 году Тауке-хан разбил киргизких отряд при Алтае.
После подавления Булавинского восстания 1707—1709-х годов Тауке-хан разгромил участвовавших в этом восстании казаков, которые нападали на казахские кочевья.
В 1710 году собирает Курултай в районе Каракум.
Вскоре после смерти Тауке хана во всех трех жузах появились свои ханы. С тех пор жузы превратились в самостоятельные ханства.

### Конфликты с Русским царством
В 1687 году, впервые после долгого перерыва, начались попытки возобновления дипломатических отношений Казахского ханства и Русского царства. Тауке-хан отправил в Тобольск посольство во главе с батыром Ташимом с подарками и письмом в Москву. Целью посольства было восстановление прежних политических и торговых связей. Следующее посольство было отправлено в конце 1689 — начале 1690 года во главе с Туманчи-батыром. При этом никаких соглашений подписано не было. Несмотря на попытки Тауке-хана наладить отношения с Русским царством, начались нападения казахских отрядов на русских подданных. Так, зимой 1689/1690 года был совершен налет на русский купеческий караван во главе с Кашкой. Тауке отрицал свою причастность и обещал изловить и наказать налётчиков.
В ноябре 1690 года в Тобольск было отправлено очередное посольство во главе с Кабаем с целью устранения неприятностей, возникших в связи со взаимными нападениями. В это же время у Ямышева озера велись переговоры между представителями тобольской администрации во главе со стольником Павлом Шарыгиным и влиятельными казахскими мурзами Сары и Кельдеем, которые были отправлены ханом для подписания договора о торговле на условиях посредничества среднеазиатских купцов. Однако из-за нападения на русских промысловиков на берегу Иртыша Сары и Кельдей были пленены и доставлены в Тобольск, где Сары вскоре умер. Кельдей остался в плену.
в июле 1692 года российские власти направили в Туркестан посольство во главе с боярским сыном Андреем Неприпасовым. С ним был его спутник казак Василий Кобяков. Посольство было принято в присутствии представителей большинства родов. Хан больше не обещал наказать нападавших и обвинил русские власти в незаконном пленении Сары и Кельдея. Посольство не гарантировало освобождения Кельдея, добивалось безусловного освобождения пленных, угрожая войной. В ответ казахская знать потребовала разрыва всех отношений. Посольство было взято в плен. Набеги продолжились.
Одновременно с событиями на Тоболе другой казахский отряд во главе с султанами Аблаем и Казеем (Казы) в июле 1693 года подожгли недавно построенную Шипицыну (Такмыкскую) слободу на Иртыше выше Тары и угнали в плен людей. Султан Казы сам рассказывал послу Скибину о том, что он с 1200 людьми ходил под Шипицыну слободу для грабежа. Захватить острог казахам не удалось, но пожар на слободе учинили сильный.
Хан Тауке продолжал отправлять посольства в Тобольск с письмами русскому царю, отрицая свою причастность к набегам и требуя освободить Кельдея. В октябре 1693 года он писал: «Ведомо от Адама и по се время такова дела не слыхали, что за воровских людей держать посланца». Хан пообещал освободить посольство Андрея Неприпасова и Василия Кобякова в обмен на освобождение мурзы Кельдея, также выразил желание возобновить торговые и дипломатические отношения после обмена. В письме Тауке сообщил, что осуждает нападения своих подданных султана Казы и каракалпаков на сибирские поселения, кроме того «я их за такое худое дело крепко бранил и в стыд привел и говорил я им, чтоб они здравствовали на своих государствах, а мы были здесь. И мы такому худому воровству и недоброму делу не рады, и не надобно, и не любим, что меж царствами такие дурости чинятся».
В городах Средней Азии были проданы тысячи рабов из Сибири. Походы приносили большие прибыли их организаторам, знатным подданным Тауке-хана. Нападения продолжались, несмотря на обмен посольствами и доброжелательные письма хана в Москву. Интенсивность столкновений снижалась только во время войн с Джунгарским ханством. Усиление военных сил Русского царства в Тобольском разряде повысило безопасность крестьян, но не прекратило набеги полностью.

### Поддержка Башкирского восстания
В конце августа — начале октября 1708 года башкиры ведут переговоры с казахами и каракалпаками. В сентябре уфимский воевода уже доносил в Казань о том, что «от каракалпацкого хана Тевки (Тауке) к ворам башкирцам, в начале к вору Алдару, пришли посланцы проведывать что у башкирцев учинилось с русскими, а другие извещали в Уфе, что они пришли к сообщению воровства». По сведениям Г. Б. Избасаровой в 1708 году Тауке-хан во главе отрядов казахов и каракалпаков подошел к Казани. Также башкирский тархан Алдар Исекеев пригласил молодого казахского султана Абулхаира, который на народном собрании был провозглашен башкирским ханом. В мае башкиры и каракалпаки напали на Арамильскую и Белоярскую Теченскую слободу, угнали скот и пленных. Капитан Василий Томилов сообщал, что в августе под Царево городище пришло около 250 каракалпаков. Драгуны отбили у них пленников и множество лошадей, убили 20 каракалпаков, двух взяли в плен и отправили в Тобольск. Пленные каракалпаки сообщили, что под Царево городище ходило 150 человек. А всего из Казахского ханства к башкирам поехало воевать 3000 казахов, 100 каракалпаков и 250 каратабунцев.
В конце 1709 года из-за обострения казахско-джунгарской войны поддержка восстания закончилась, каракалпаки и казахи покинули Башкирию. В начале 1710 года Абулхаир также вернулся в Приаральскую степь и был избран ханом Младшего жуза.

## Внутренняя политика
В 90-х гг. XVII в. сфера политического влияния распространилась помимо кочевнических районов Казахстана, ещё и на торгово-ремесленные центры и оседло-земледельческие оазисы по течению Сырдарьи. Во время правления Тауке, в этих 32 городах с прилегающими к ним аграрными селениями, правили младшие ханы и султаны, которые платили в пользу государственной казны ежегодную подать деньгами и товарами, а с земледельческого и городского населения взимался ясачный сбор с наличного поголовья коров и овец и хлебная пошлина в размере десятины собранного урожая.
Тауке хан считается основоположником обычного права казахов, поскольку именно при нём произошло окончательное оформление юридической системы казахского общества. Первое серьёзное изменение Тауке внес в систему властных отношений. Он упорядочил деятельность биев, сделав заседание бийского совета постоянным и регулярным. Бийские советы превратились в важный государственный орган, осуществляющий прямые и обратные связи в системе властных отношений. Таким образом, авторитет власти среди простого народа стремительно рос, что позволило динамично развивать политическую ситуацию в стране. 